# Virtual reality
Virtual reality (VR) er en teknologi som tillader en bruger at virke gensidigt med et computer-simuleret miljø, det være et reel eller imaginært et. De nyeste virtual reality miljøer er primært visuelle oplevelser, vist enten på en computerskærm eller gennem specielle stereografiske display(oftest briller), men nogle simulatorer inkluderer ekstra sensor information, så som lyd gennem højttalere eller hovedtelefoner.
Nogle avancerede, haptiske systemer inkluderer følings information, generelt kendt som force feedback, i medicinske og spil applikationer. Brugere kan virke gensidigt med et virtuelle miljø eller en virtuel genstand enten gennem brug af standard input anordninger så som et keyboard og mus, eller gennem multimodale anordninger så som en wired handske.
Det simulerede miljø kan enten være lig med den reelle verden, for eksempel simulationer for piloter(flysimulatorer) eller kamptrænere, eller det kan afvige markant fra virkeligheden som i virtual reality spil.
I praksis er det for nuværende meget svært at skabe en high-fidelity virtual reality oplevelse, hovedsagligt på grund af tekniske begrænsninger i processor kraft, billedopløsning og kommunikations båndbredde. Imidlertid forventer man at få bugt med disse begrænsninger efterhånden som processorkraften stiger og billedbehandling og kommunikationsbåndbredde bliver mere kraftfulde og kost-effektive over tid.

## Virtual Reality i undervisningen
Ved hjælp af forbedret 360° kamera teknologi, kan man i dag bruge Virtual Reality på en helt ny måde i undervisningen. 360° video gør det muligt at træde ind i en virtuel verden, som vil føles som om, at man selv er til stede. Teknologien har de senere år vundet frem i Danmark, hvor flere- og flere skoler er begyndt at bruge det i deres undervisningsmateriale.
Undersøgelser fra University College Sjælland har ligeledes bevist at indlæringsevnen, samt motivationen forøges ved hjælp af VR-briller og 360° video. Forsøget som blev foretaget d. 10 oktober, blev foretaget med 40 test personer, og formålet var at finde ud af om 360° video sammen med et HMD (HeadMounted Display) kunne forøge indlæringsevnen hos eleven, hvilket undersøgelsen viste var muligt.

## Hjælp til kronisk syge børn med VR
Kronisk syge børn kan have svært ved at følge en normal undervisning, grundet deres sygdom, men det vil der måske i fremtiden kunne ændres på. Ved at opsætte et 360° kamera i klasseværelset, vil den syge elev kunne følge med i undervisningen via et HMD fra hjemmet, så eleven ikke går glip af vigtig viden, og derved kommer bagud i undervisningen. Projektet er startet af en sygehuslærer fra Sydvestjysk Sygehus i Esbjerg, og forventes at være klar til brug i august 2017.